# Khartum
Khartum (in arabo الخرطوم‎?, al-Kharṭūm; in inglese: Khartoum) o Cartum, Khartoum o Chartum, è la capitale del Sudan.
La città è collocata nel centro-est del Paese, nel punto in cui si uniscono Nilo bianco e Nilo azzurro, quindi è un nodo commerciale, grazie alla comunicazione fluviale che però è ostacolata dalle numerose cateratte che si incontrano discendendo il fiume verso l'Egitto. Essa è il polo economico dello Stato, importante centro amministrativo e nodo di comunicazioni; inoltre è la più estesa area urbana del Paese. L'area metropolitana di Khartum, che si compone anche delle città satelliti di Omdurman e Khartum Nord, ha una popolazione di 5 274 321 abitanti.

## Origini del nome
Il nome Khartum deriva dalla parola araba al-khartūm الخرطوم, ovvero "punta di proboscide", probabilmente in riferimento alla forma della penisola che si trova presso la confluenza dei due Nili.

## Storia
Khartum venne fondata nel 1821 da Ibrāhīm Pascià, figlio di Mehmet Ali, wali d'Egitto. Presto da piccolo avamposto militare divenne un centro commerciale di importanza regionale e, successivamente, capitale della provincia del Sudan. Nel 1884 le truppe del Mahdi Muhammad Ahmad assediarono Khartum ed, una volta conquistata, massacrarono la guarnigione anglo-egiziana e il suo comandante Charles George Gordon. Il 3 settembre 1898 gli inglesi, guidati da Horatio Herbert Kitchener, sconfissero le forze mahdiste nella battaglia di Omdurman. L'anno seguente divenne capitale del Sudan Anglo-Egiziano. 
Nel 1956 fu proclamata capitale del Sudan indipendente. Nel 1973 i terroristi palestinesi di Settembre Nero uccisero l'ambasciatore USA assieme a un altro statunitense e un belga. Nel corso degli anni '70 e '80 affluirono in città migliaia di profughi da Paesi vicini devastati da guerre civili come il Ciad, l'Etiopia, l'Uganda e l'Eritrea. Giunsero in seguito anche moltissimi rifugiati da aree interne del Paese come l'attualmente indipendente Sud Sudan e il Darfur.

## Cultura

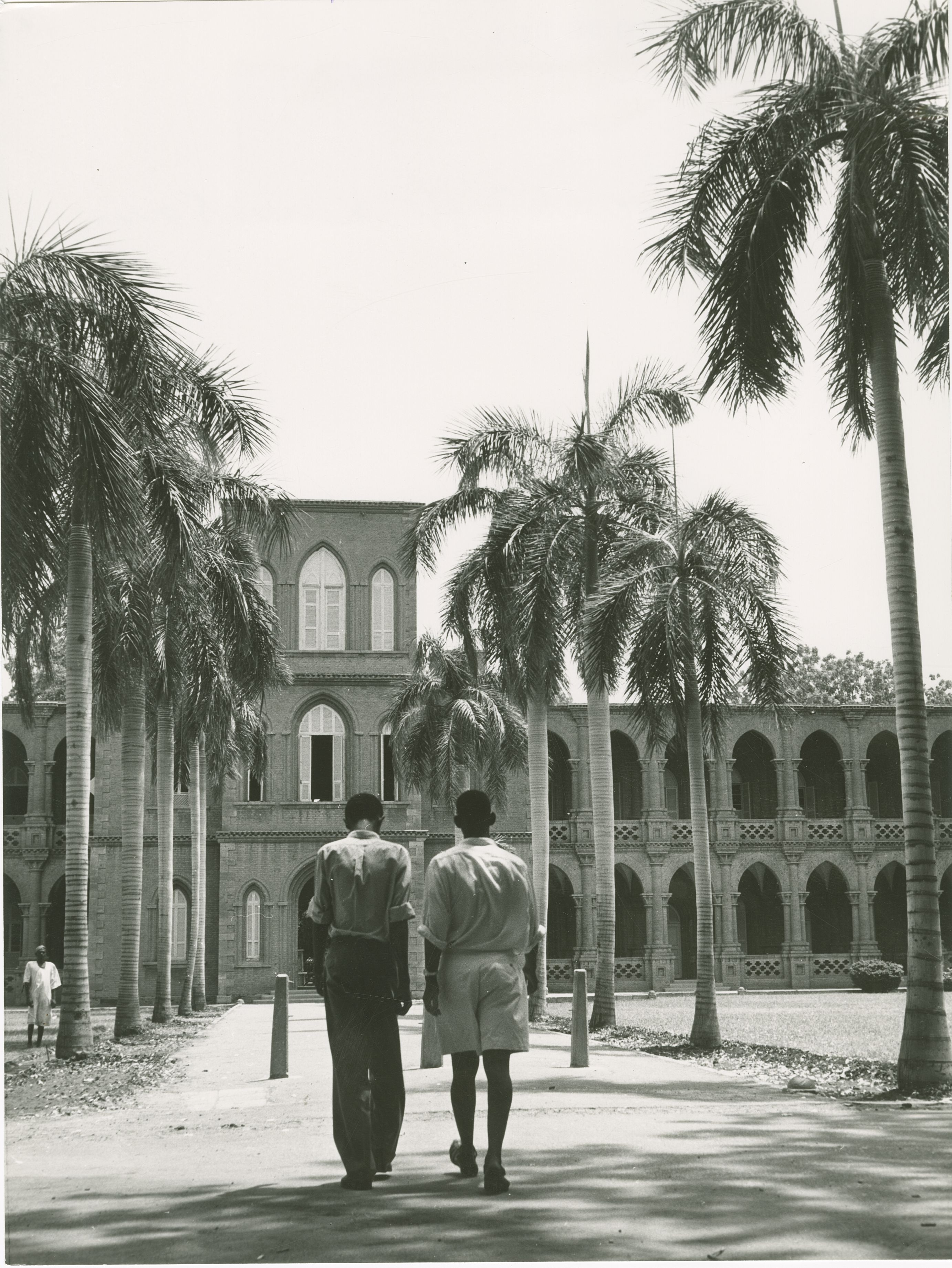
Due giovani all'Università di Khartum nel 1956.

Il principale museo cittadino è il Museo nazionale del Sudan.

### Istruzione
La città è sede dell'Università di al-Khartum, fondata nel 1902 con il nome di Gordon Memorial College e rinominata nel 1956 Università di Khartum, e di un distaccamento di quella del Cairo.

### Cinema
La vicenda dell'assedio di Khartum e della morte di Gordon vennero trattate nel film Khartoum di Basil Dearden nel 1966.

## Infrastrutture e trasporti
L'Aeroporto Internazionale di Khartum è il principale aeroporto cittadino e nazionale. Costruito in un'area periferica, oggi si trova pressoché nel centro della città, pertanto è stata decisa la costruzione di un nuovo aeroporto presso Omdurman.

## Sanità
A circa 20 km da Khartum, ha sede dal 2007 il centro di cardiochirurgia "Salam", costruito e gestito da Emergency, che si occupa di curare in modo gratuito pazienti affetti da patologie cardiache, in particolare malformazioni congenite e patologie valvolari originate da febbre reumatica, provenienti da numerosi Paesi del continente africano.
Dall'attività del centro Salam, è stato tratto il film Open Heart, diretto da Kief Davidson e candidato al premio Oscar 2013 nella categoria "Documentary Short".